# Sven III van Denemarken
Sven III Grathe of Eriksson (ca. 1125 - 1157) was koning van Denemarken van 1146 tot 1157. Sven was een buitenechtelijke zoon van koning Erik II. Hij trouwde in 1152 met Adelheid, een dochter van markgraaf Koenrad van Meißen. Hun dochter Luccardis was gehuwd met markgraaf Berthold II van Istrië.
Sven heerste alleen in Seeland, terwijl zijn neef Knoet V alleen heerste in Jutland. Een langdurige burgeroorlog volgde waarin Waldemar (I) (een zoon van Knoet Lavard en kleinzoon van Erik I) en Hertog van Sleeswijk zich ook mengde.
Na de troonsafstand van koning Erik III werd Sven in Seeland als koning gekozen en de jaren die volgden zou hij voortdurend moeten strijden tegen zijn rivaal in Jutland, Knoet V. Nadat Knoet in 1151 na een Duitse inval uit Jutland werd verdreven kon deze met hulp van Sven weer als heerser terugkeren in Jutland, onder de voorwaarde dat hij onder Sven zou dienen. Svens eigen positie in Seeland werd intussen ondermijnd vanwege zijn tirannieke gedragingen en zijn pro-Duitse houding. In 1154 werd hij van de troon gestoten door een verbond van Knoet V en Waldemar Knutsson, die tot dan een medestander was geweest van Sven III. Na enige jaren in ballingschap te zijn geweest trachtte Sven in 1157, met Duitse militaire hulp, een drie-koningschap te creëren, waarbij hij zelf over Skåne zou gaan heersen.
Na het bereikte vredesakkoord trachtte Sven tijdens het afsluitend banket ter gelegenheid hiervan (het later zogenoemde Bloedfeest te Roskilde) Knoet V en Waldemar te vermoorden. Knoet V werd inderdaad gedood, Waldemar lukte het om naar Jutland te vluchten. Sven plaatste kort daarop een aanval op Jutland en op 23 oktober 1157 werd Sven verslagen in de Slag van Grathe Heath en werd tijdens zijn vlucht gedood door Jutlandse boeren.
Gorm · Harald I · Sven I · Harald II · Knoet II · Knoet III · Magnus I · Sven II · Harald III · Knoet IV · Olaf I · Erik I · Niels · Erik II · Erik III · Sven III · Knoet V · Waldemar I · Knoet VI · Waldemar II · Erik IV · Abel · Christoffel I · Erik V · Erik VI · Christoffel II · Waldemar III · Christoffel II · Waldemar IV · Olaf II · Margaretha I · Erik VII · Christoffel III · Christiaan I · Johan · Christiaan II · Frederik I · Christiaan III · Frederik II · Christiaan IV · Frederik III · Christiaan V · Frederik IV · Christiaan VI · Frederik V · Christiaan VII · Frederik VI · Christiaan VIII · Frederik VII · Christiaan IX · Frederik VIII · Christiaan X · Frederik IX · Margrethe II · Frederik X
- Gemeinsame Normdatei: 139914706
- Virtual International Authority File: 102746313